# Жерве, Карл Леонтьевич
Карл Леонтьевич Жерве (1787—1852) — генерал-майор, комендант Тираспольской крепости.

## Биография
Карл Жерве родился 23 марта (3 апреля) 1787 года в семье майора Русской императорской армии. По окончании курса наук в 1-м кадетском корпусе, в 1805 году произведён в прапорщики Великолуцкого пехотного полка, из которого в том же году был переведён в Костромской пехотный полк.
В 1806 году Жерве выступил в поход в Пруссию, где был в боях 17 сентября, а затем 14 декабря (под Пултуском). В 1807 году 26 и 27 января он участвовал в генеральном сражении под Прейсиш-Эйлау, за отличие в котором награждён 22 апреля 1807 года орденом Св. Анны 4-й степени. В том же году он участвовал в сражениях при селе Вольфидорфе, на реке Посарге при Денине, при Гейльсберге и под Фридландом.
22 мая 1809 года Жерве выступил походом в Галицию, доходил с полком до Бохни, затем ходил в Молдавию, а в кампании 1810 года против турок — в Валахию и Болгарию, перешёл Дунай и участвовал в блокаде крепостей Шумлы и Рущука. В конце мая этого года, в чине поручика, он был назначен адъютантом к генерал-лейтенанту Штейнгелю и, занимая эту должность, принимал участие в Отечественной войне, побывав в десятке сражений с 14 сентября при Дален-Кирхене до 15 ноября при разбитии неприятельского арьергарда на реке Березине. За отличие в сражении 7 и 8 октября при реке Ушаче Жерве был переведён в лейб-гвардии Преображенский полк. В чине капитана принимал он участие и в Заграничном походе, сражаясь под городом Эльбингом и блокируя крепость Данциг.
1 января 1816 года, в чине полковника, он назначен командиром Подольского пехотного полка, которым прокомандовал около восьми с половиной лет, проявив высокие личные и служебные качества.
30 августа 1824 году принял в командование сначала 2-ю бригаду 2-й пехотной дивизии, а затем 1-ю бригаду 10-й пехотной дивизии. С нею же участвовал в русско-турецкой войне 1828—1829 годов, переправясь через Дунай у села Сатуново, принимал участие в блокаде, а затем атаке крепости Кюстенжи, причём за отличие, оказанное при её покорении и в предшествовавших делах, получил именное Высочайшее благоволение; в составе отряда генерал-адъютанта Бенкендорфа 2-го занял местечко Праводы и, наконец, с 10 августа по 28 сентября осаждал крепость Варну и затем вступил в неё по занятии.
В июне 1829 года Жерве на корабле «Император Франц I» отправился из Севастополя в Сизополь (в Восточной Румелии). Распространившаяся в конце Турецкой войны чума унесла много жертв из рядов русских войск. Для подробной ревизии чумных госпиталей 6-го корпуса в Сизополе, фельдмаршал Дибич командировал К. Л. Жерве, который выполнил это опасное поручение с полным самоотвержением и успехом. Рискуя умереть среди чумных больных, он много раз посещал и самым тщательным образом осматривал все заразные лазареты и госпитали, не допуская следовать за собою состоявшего при нём молодого офицера Малеева, щадя его юную жизнь. Обнаружено было множество беспорядков и злоупотреблений. Кроме того, с 1 августа 1829 по 16 мая 1830 года он командовал отрядом в Сизополе же, оттуда 22 мая Чёрным морем возвратился в Россию. Дибич очень благодарил Жерве за прекрасно исполненное поручение, но зато последний нажил себе врага в лице своего корпусного командира генерала Рота, который, вследствие откровенного и честного доклада генерал-майора Жерве о найденных им злоупотреблениях, получил выговор от графа Дибича и строжайшее предписание немедленно привести в порядок всё то, что касалось санитарного состояния его корпуса во время чумы.
Вскоре после этого Жерве был назначен командиром сводной бригады 12-й пехотной дивизии, 16 декабря 1831 года награждён орденом св. Георгия 4-й степени за беспорочную выслугу 25 лет в офицерских чинах (№ 4555 по списку Григоровича — Степанова) и удостоен именного Высочайшего благоволения за отлично-усердную службу.
В течение 1832 и 1833 годов он последовательно командовал бригадами: 3-й — 15-й пехотной дивизии, 3-й — 14-й пехотной дивизии и 1-й — 11-й пехотной дивизии. В конце 1833 года был назначен комендантом Тираспольской крепости, с оставлением по армии, но в этой должности оставался сравнительно недолго: с упразднением комендантского управления Тираспольской крепости, он в августе 1835 года вышел в отставку.
Дальнейшая служебная деятельность Жерве протекала в гражданском ведомстве. В исходе 1889 года он был назначен начальником Гродненского таможенного округа, с переименованием в действительные статские советники, в 1842 году — председателем Белостокской казённой палаты. Когда же в следующем году были преобразованы северо-западные губернии, упразднена Белостокская область и учреждена Ковенская губерния, он получил должность председателя Ковенской казённой палаты. Спустя год, на основании Высочайше утверждённого доклада исправлявшего должность председателя попечительного о тюрьмах общества, сенатора графа Апраксина, Жерве был назначен членом Ковенского губернского попечительного о тюрьмах комитета.
В течение этого шестилетнего периода К. Л. Жерве удостаивался два раза денежных наград (в 1840 и 1841 годах), а 18 июня 1845 года Высочайшим рескриптом на имя министра внутренних дел ему была «объявлена признательность и совершенное Всемилостивейшее благоволение» за своевременное окончание 5-го рекрутского набора.
В 1850 году Жерве, по прошению, был уволен от службы, с прежним чином генерал-майора, с военным мундиром и пенсией. Скончался 18 февраля (1 марта) 1852 года в Санкт-Петербурге, похоронен на Волковом лютеранском кладбище.
Жерве был женат на дочери полковника Елизавете Алексеевне, урождённой Мюллер, у них было две дочери: Елизавета-Луиза и Екатерина.